# El Retiro (Panama)
El Retiro è un comune (corregimiento) della Repubblica di Panama situato nel distretto di Antón, provincia di Coclé. Si estende su una superficie di 66,1 km² e conta una popolazione di 2.303 abitanti (censimento 2010).